# Jessie Boswell
Jessie Boswell (Leeds, 10 marzo 1881 – Moncrivello, 22 settembre 1956) è stata una pittrice britannica naturalizzata italiana.
Unica donna facente parte del Gruppo dei Sei pittori di Torino, visse gran parte della sua vita in Italia e nel 1936 prese la cittadinanza italiana.

## Biografia
Nacque nella cittadina inglese di Leeds e si diplomò in pianoforte nel 1901 .
Nel 1906 si trasferì in Italia, a Biella, al seguito della sorella Gertrude, e successivamente si spostò a Torino. Durante il soggiorno torinese, ebbe modo di frequentare la famiglia dell'imprenditore piemontese Riccardo Gualino, in qualità di dama di compagnia della moglie Cesarina Gurgo Salice Gualino dal 1913 al 1928, e di avvicinarsi alla pittura con il ritrattista Mario Micheletti e il maestro Felice Casorati, amico dei Gualino.
Espose per la prima volta nel 1923 a Torino, con altri allievi di Casorati, presso la Società Promotrice di Belle Arti e fu presente alle Biennali di Venezia nel 1926 e nel 1928.
Fu breve la sua adesione al gruppo dei Sei di Torino, che si richiamava alla pittura francese postimpressionista ed era sostenuto dai critici Lionello Venturi ed Edoardo Persico: vi rimase soltanto per un anno, dal 1929 al 1930, esponendo col gruppo a Torino, Genova e Milano. 
Nonostante i giudizi poco lusinghieri che le furono riservati dalla critica, Boswell continuò la sua attività di pittrice autonomamente, realizzando l'ultima personale nel 1944 presso la Galleria d'Arte Garlanda di Biella .
Quasi tutte le sue opere, spesso tele di modeste dimensioni, hanno come soggetti dei tranquilli ambienti familiari, scene d'interni, paesaggi e fiori. Quando nel dopoguerra la sua salute peggiorò, dovette ridurre il suo lavoro e si ritirò presso la casa di riposo delle Figlie di Sant'Eusebio a Moncrivello, nel vercellese, dove morì nel 1956.